# Eugène de Lonlay
Le  marquis Louis Eugène de Lonlay né le 6 mars 1815 à Argentan (Orne) et mort dans la même ville le 23 mai 1886, est un chansonnier, compositeur, poète et romancier français.
Il vécut à Paris et se retira à Argentan après la Révolution française de 1848.
Sa notoriété comme chansonnier dépassa le milieu des salons aristocratiques parisiens où se déroulait sa carrière artistique. Certaines de ses chansons comme Ma Brunette devinrent très populaires. Nombreux furent les compositeurs connus qui écrivirent pour Eugène de Lonlay des musiques originales.
Eugène de Lonlay a également écrit des recueils de poésies, romans, études historiques, traductions et autres ouvrages.

## Biographie

### Le chansonnier et compositeur
Né en 1815 à Argentan, Eugène de Lonlay fit toute sa carrière artistique à Paris sous le règne de Louis-Philippe 1er. Elle se déroula dans les salons, où l'aristocratie du faubourg Saint-Germain et les gros bonnets de la bourgeoisie faisaient, en fait d'art lyrique, la pluie et le beau temps.
Ces salons ont rendu célèbres Ponchard, Levassor, Jules Lefort, Loïsa Puget et madame Sabatier, comme chanteurs. Les chansons, ou plutôt les romances d'alors, ne se faisaient entendre qu'avec une musique inédite.
Eugène de Lonlay a écrit des villanelles, idylles, élégies, ballades, romances et paysanneries pour lesquels des musiques originales furent imaginées par des compositeurs connus comme Étienne Arnaud, Ernest Lépine, Charles-François Plantade, le comte Abel d'Adhémar, Charles Delioux, Francesco Masini, Albert Grisar, Vogel, Joseph Vimeux, Victor Massé, Friedrich von Flotow, Louis Clapisson, Eugène Déjazet, Paul Henrion, Louis Abadie, François-Adrien Boieldieu, Alfred Quidant, Gustave Héquet, Antoine Marmontel, Frédéric Barbier, Henri Litolff, Anatole Cressent, Ernest Boulanger, Giovanni Bazzoni, Roger, Marie de Vouvray, Charles Haas, Auguste de Croisilles, Auguste Morel, Charles Delange. Il a aussi écrit lui-même des musiques pour ses chansons et de la musique pour piano seul sous le pseudonyme de Max d'Apreval, orthographié également Max Dapreval.
Dépassant le cadre des salons, certaines chansons d'Eugène de Lonlay connurent une célébrité populaire à l'échelle nationale, comme Ma Brunette, écrite en 1845 et mise en musique par Étienne Arnaud.
Eugène de Lonlay a fait encore des barcarolles, des chants de mer. Et, comme Frédéric Bérat, il a aussi chanté sa Normandie, comme par exemple dans le Cœur normand, musique de Louis Clapisson, qui débute par la strophe suivante :
Le sol de Normandie à chaque pas recèle
Un écho qui redit nos glorieux exploits.
Quel pays fut jamais plus constant, plus fidèle
A son Dieu, son honneur, à sa gloire, à ses rois ?
Qu'un autre cœur mendie
Un pays plus charmant,
J'aime la Normandie,
Moi, j'ai le cœur normand.
Après la Révolution française de 1848, Eugène de Lonlay quitte Paris et se retire dans sa ville natale, Argentan.

### Le poète et écrivain
Eugène de Lonlay a publié plus d’une quinzaine de recueils de petit format. Après tous ces volumes de vers, Il a également publié quelques romans. Il a donné encore, sous de très nombreux noms de plume différemment orthographiés, dont Ed. Allony, Max d’Apreval, Dan Leylo, Flavio, toute une autre série de petits livres moins scabreux, au fond, que ce que laissent supposer leurs titres, comme L'art d'avoir des maitresses, Gaudrioles, Comment on fait l'amour, Ce que vierge ne doit lire, le Fruit défendu, Amours d’un page, Il Bacio, etc., in-18, qui paraissent avoir eu un assez grand débit.

### L'historien
Eugène de Lonlay a fait œuvre d’historien avec Anacréon, sa vie et ses œuvres (1868, in-8°) et Argentan, son histoire et ses légendes (1873, in-18).

### Le traducteur
Eugène de Lonlay a également traduit du russe en français.

## Portrait d'Eugène de Lonlay par Henri Avenel
Eugène de Lonlay était un homme bien élevé; il savait son monde. Bon, bienveillant, de la plus 
exquise politesse et de la plus grande affabilité. On sentait que le château où il était né n'avait rien de commun avec l'usine ou le carrefour. Ses manières et sa conversation étaient trop étudiées pour ne pas accuser une gentilhommerie de bon aloi; aussi tenait-il sa place avec une distinction véritable, dans les salons où on était heureux de le recevoir. Il eut de très grands succès avec ses romances. Elles étaient écrites avec soin et toujours exprimant les sentiments les plus honnêtes. Il y en a pourtant qui, malgré leur simplicité, eurent la vogue de la rue.

## Principales œuvres

### Ma Brunette, sa romance la plus célèbre, sur une musique d'Étienne Arnaud
Le doux chant de ma brunette,
Toute mignonnette,
Toute joliette,
Le doux chant de ma brunette
Me fait nuit et jour
Rêver d'amour.
Parmi les fleurs de sa fenêtre
Aux douces lueurs du matin,
Il faut la voir soudain paraître,
Montrer son visage lutin.
Jamais l'oiseau que l'aube éveille
Ne trouve même au fond des bois
Un chant fait pour charmer l'oreille,
Comme celui que dit sa voix ! (bis)
Le doux chant de ma brunette,
Toute mignonnette,
Toute joliette,
Le doux chant de ma brunette
Me fait nuit et jour
Rêver d'amour.
Il faut la voir, alerte et folle,
Oublieuse de son chemin,
Bondir après l'oiseau qui vole
Et le poursuivre de la main
Sur le cristal de la fontaine,
Elle se penche pour se voir
Brunette aux longs cheveux d'ébène
N'a jamais eu d'autre miroir. (bis)
Les cheveux de ma brunette,
Toute mignonnette,
Toute joliette,
Les cheveux de ma brunette
Me font nuit et jour
Rêver d'amour.
Il faut la voir chaque dimanche
Avec son joli corset noir,
Son pied mignon, sa robe blanche,
Dans la chapelle du manoir.
Qu'elle est belle, ô vierge Marie !
Avec son air chaste et pieux.
Il faut la voir quand elle prie
Lever ses yeux noirs vers les cieux. (bis)
Les yeux noirs de ma brunette,
Toute mignonnette,
Toute joliette,
Les yeux noirs de ma brunette
Me font nuit et jour
Rêver d'amour.

### Poésies
- Simples amours, 1844.
- Le Livre de la vie, 1875
- Poésies lyriques ;
- Poésies intimes ;
- Romances et chansons ;
- Bluettes ;
- Mandolines ;
- Larmes de bonheur ;
- Chants de jeunesse ;
- Virginité ;
- Éloge des femmes ;
- Hymnes et chants religieux, pour toutes les fêtes de l’Église romaine.Ce dernier recueil a valu à l’auteur un bref du pape Pie IX.

"Les séductions de la femme"
"Le faubourg Saint-Germain"
"Les mystères de l'amour"

### Romans
- Les Eaux de Bagnoles[1], 1863, in-16 ;
- Un duel à mort[2], 1863 ;
- Premier roman d’une jeune femme, 1863, in-16 ;
- La Chasse aux maris, 1864, in-16, etc.

## Pour approfondir